# علي رضا
علي رضا مؤسس فرقة رضا الاستعراضية وراقص وممثل ومخرج سينمائي مصري. هو زوج الفنانة الاستعراضية فريدة فهمي، وشقيق الفنان الراقص والممثل محمود رضا.

## من أعماله (إخراج)
- أجازة نص السنة.
- غرام في الكرنك.
- آه يا ليل يا زمن.

وتقديمه للفنان فؤاد عبد المجيد للجمهور لأول مرة في سهرة رأس السنة 1978-1979 في التلفزيون المصري.

## روابط خارجية
- علي رضا على موقع IMDb (الإنجليزية)
- علي رضا على موقع قاعدة بيانات الأفلام العربية
- علي رضا على موقع قاعدة بيانات الفيلم (الإنجليزية)